# Traité d'Hadiach

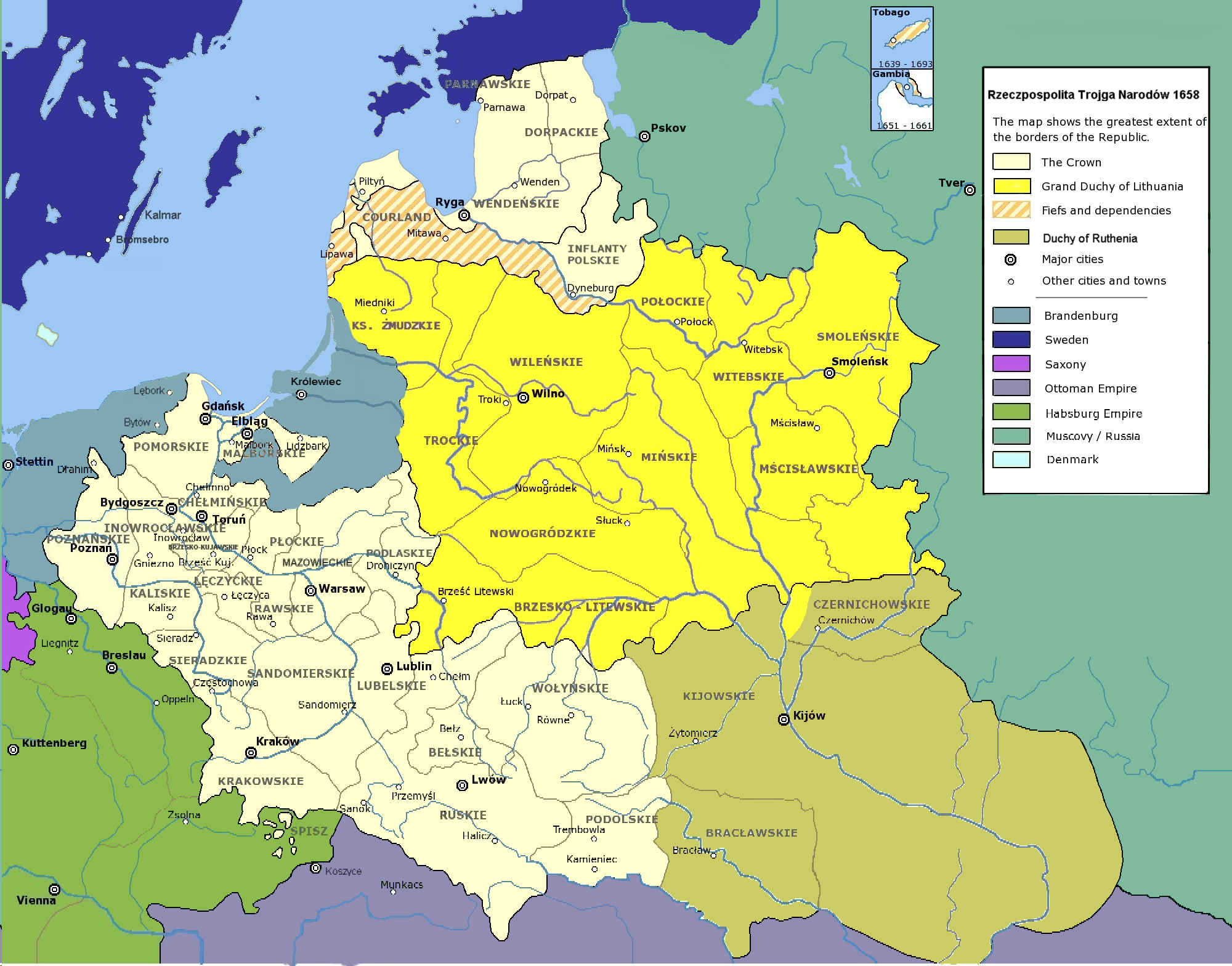
La république tripartite de Pologne-Lituanie-Ruthénie en 1658.

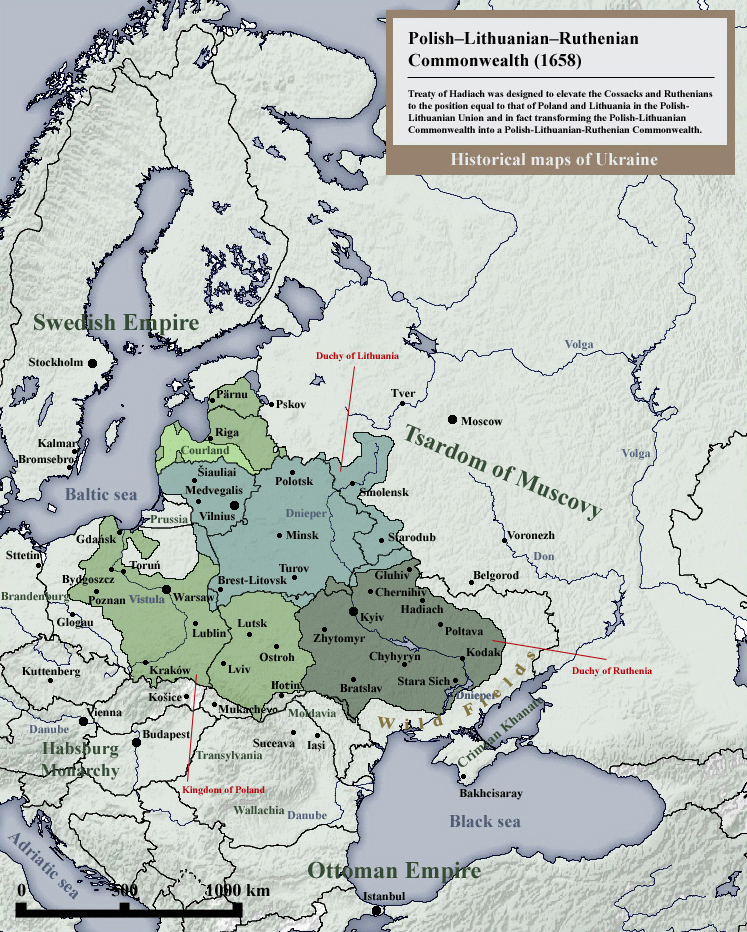
Le concept de la république tripartite de Pologne-Lituanie-Ruthénie proposé par le Traité d'Hadiach.

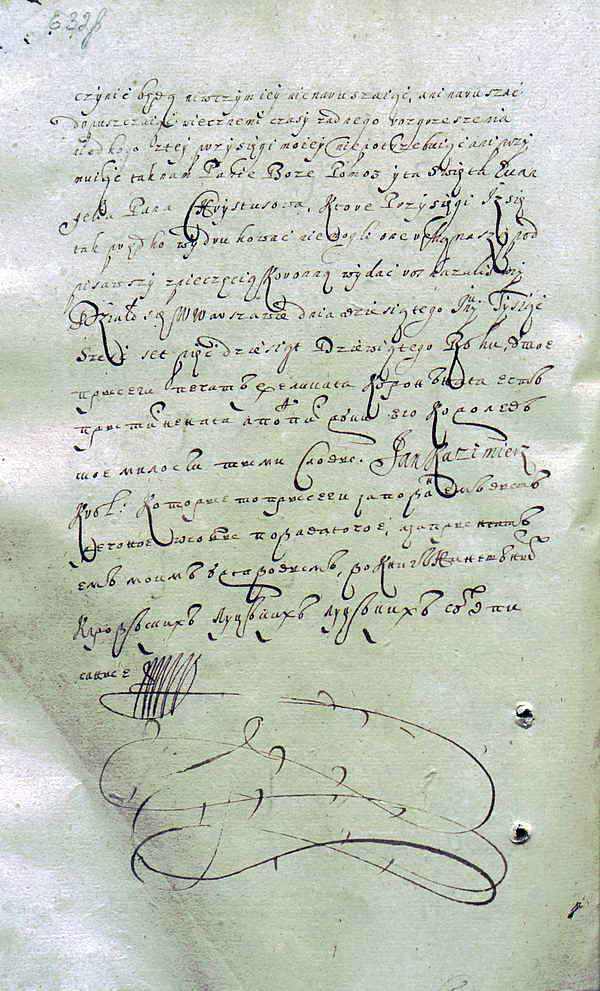
Ratification du traité par le roi Jean II Casimir Vasa le 10 juin 1659.

Le traité de Hadiach ou Hadiatch (en polonais : Ugoda Hadziacka) est un traité de paix signé le 16 septembre 1658, à Hadiatch (Hadziacz, Hadiacz, Гадяч) entre les représentants de l'union de Pologne-Lituanie, représentée par Stanislas Bieniewski et Kazimierz Jewłaszewski et les Cosaques, représentés par l'ataman Ivan Vyhovsky et les starshyna (en) (starszyna, les aînés) Iouri Nemyrych, rédacteur du traité, et Pavlo Teteria.
Il vise à placer les Cosaques et les Ruthéniens au même rang que la Pologne et la Lituanie dans l'union de Pologne-Lituanie et la transformer en union de Pologne-Lituanie-Ruthénie (en polonais : Rzeczpospolita Trojga Narodów, « République des trois nations »).

## Dispositions
Le traité d'Hadiach comprenait les points suivants :
- 1. Création de la grande-principauté de Rus' à partir des voïvodies de Kiev, de Bracław et de Tchernihiv, qui, avec le royaume de Pologne et le grand-duché de Lituanie, ferait partie d'une seule et indivisible Rzecz Pospolita (république) à égalité de droits[2].

- 2. Le duché devait être gouverné par un hetman, élu à vie parmi quatre candidats choisis par tous les ordres de la société ukrainienne et confirmé par le roi de Pologne[2].

- 3. Dans le duché devaient être établies des administrations locales à la manière polonaise[2].

- 4. Dans le duché devaient être restaurés la loi et les tribunaux ainsi que le système administratif-territorial de gouvernement qui existait avant 1648[2].

- 5. La grande-principauté de Rus' n'aura pas le droit d'entretenir des relations indépendantes avec les autres voïvodies[2].

- 6. Les sénateurs devront être de confession orthodoxe[2].

- 7. La grande-principauté pourra battre monnaie ; à l'image du roi de Pologne[2].

- 8. Ses forces armées propres devront compter 60 000 cosaques et de 10 000 mercenaires[2].

- 9. Restauration des grandes propriétés foncières, du servage, et tous les devoirs obligatoires qui existaient avant 1648[2].

- 10. Au domaine des Cosaques sont garantis les anciens droits et privilèges ; et jusqu'à 100 Cosaques de chaque régiment [il y en avait seize] pourront être anoblis par le Roi, sur demande du Hetman[2].

- 11. L'union de Brest est annulée sur le territoire de la grande-principauté de Rus' ; la liberté des religions orthodoxe orientale et catholique est prononcée ; et des sièges permanents dans le Sénat commun de la Rzecz Pospolita sont accordés à l'évêque métropolitain orthodoxe et 5 autres évêques[2].

- 12. Les forces armées polonaises et lituaniennes n'ont pas le droit de se trouver sur le territoire de la grande-principauté, sauf en cas d'urgence, auquel cas elles seront subordonnées au Hetman[2].

- 13. Existence de 2 universités : l'Académie Mohyla de Kiev devait se voir accorder les mêmes droits que l'université Jagellonne de Cracovie ; et un autre collège devait être créé avec le statut d'université[2].

- 14. Dans tout le pays, il était permis de créer des collèges et des lycées avec le droit d'enseigner en latin[2].

- 15. Liberté de publication à condition que les documents publiés ne comportent pas d'attaques personnelles contre le Roi[2].

## Importance historique

Blason proposé au XIX pour une éventuelle restauration du Commonwealth tripartite à la suite de l'insurrection de Janvier. L'on y reconnaît l'aigle polonaise, le Vytis lituanien et l'archange Saint-Michel des Ruthènes.

L'historien Andrew Wilson a qualifié ce projet de « l'un des plus grands "et si ?" de l'histoire de l'Ukraine et de l'Europe de l'Est », notant que 
« s'il avait été mis en œuvre avec succès, le Commonwealth serait finalement devenu une confédération lâche de Polonais, de Lituaniens et de Ruthéniens. L'État tampon ukrainien, qui manquait, serait devenu le pilier oriental de la Communauté. L'expansion russe aurait pu être enrayée et la Pologne n'aurait pas eu à subir les affres des partitions ou, ce qui est peut-être tout aussi probable, elle aurait pu survivre plus longtemps que l'homme malade de l'Europe. ».
Malgré l'opposition considérable du clergé catholique romain, le traité d'Hadiach fut approuvé par le roi et le parlement polonais (Sejm) le 22 mai 1659, mais avec un texte modifié. L'idée d'un duché ruthène au sein du Commonwealth fut complètement abandonnée; il s'agissait là d'une tentative du Commonwealth de regagner une influence sur les territoires ukrainiens, perdue à cause d'une série de soulèvements cosaques (comme le soulèvement de Khmelnytsky) et de l'influence croissante de la Moscovie sur les cosaques (comme le prouve le traité de Pereyaslav de 1654).
Le hetman Vyhovsky soutient les négociations avec le Commonwealth, surtout après avoir réprimé une révolte menée par le colonel de Poltava, Martyn Pushkar, et rompu les relations avec le tsarat de Russie pour ses violations du traité de Pereyaslav de 1654. Le traité d'Hadiach est cependant considéré par de nombreux Cosaques comme étant « trop peu, trop tard » ; ceux-ci s'opposent en particulier à l'accord de restitution des propriétés foncières à la szlachta. Après la révolte de 1648, le Commonwealth est très impopulaire auprès des Cosaques ordinaires. Les Cosaques de base considéraient le tsarat orthodoxe de Russie comme leur allié naturel et ne cherchaient guère d'alliance avec le Commonwealth, majoritairement catholique. En outre, Hadiach était un accord qui ne profitait qu'à l'élite des Cosaques — les "starshyna" — qui souhaitait être reconnue comme les égaux de la noblesse polonaise. Ainsi, alors que certains Cosaques, dont le hetman Ivan Vyhovsky, soutenaient le Commonwealth, beaucoup ne le faisaient pas et l'agitation des Cosaques se poursuivait en Ukraine.
La position du Commonwealth est encore affaiblie par une série de pertes dans la guerre russo-polonaise (1654-1667). Le tsar se sentait menacé par le traité de Hadiach, qui affaiblissait son emprise sur les Cosaques. Les Russes considèrent le traité comme un acte de guerre et, avant même sa ratification, envoient une armée en Ukraine. Bien que les forces polono-lituaniennes commandées par Stefan Czarniecki infligent une cuisante défaite aux forces russes lors de la bataille de Połonka et reprennent Vilnius dès 1660, l'absence d'autres succès militaires du Commonwealth, notamment en Ukraine, affaiblit encore le soutien des Cosaques. Le succès initial de Vyhovsky à la bataille de Konotop en juin 1659 n'est pas assez décisif et est suivi d'une série de défaites. Les garnisons russes en Ukraine continuent de résister ; une attaque des cosaques zaporogues contre le khanat de Crimée oblige les alliés tatars de Vyhovsky à rentrer chez eux, et des troubles éclatent dans la région de Poltava. Enfin, plusieurs colonels pro-russes se rebellent et accusent Vyhovsky de « vendre l'Ukraine aux Polonais ».
Incapable de poursuivre la guerre, Vyhovsky démissionne en octobre 1659 et se retire en Pologne. La situation est encore compliquée par l'entrée en guerre de l'Empire ottoman, qui tente de prendre le contrôle de la région contestée et monte toutes les factions les unes contre les autres. Pendant ce temps, le Commonwealth était encore affaibli par la rébellion de Lubomirski. Le traité a été repris en grande partie dans le traité de Tchoudniv de 1660.
Finalement, la Russie fut victorieuse, comme en témoignent la trêve d'Androussovo de 1667 et le traité de paix éternelle de 1686. Les Cosaques ukrainiens tombent dans la sphère d'influence russe, avec beaucoup moins de privilèges sous le régime de l'Hetmanat que ceux qui auraient été accordés par le traité de Hadiach. À la fin du XVIIIe siècle, l'influence politique des Cosaques a été presque anéantie par l'Empire russe.

## Second traité d'Hadiach
À la suite de l'insurrection de novembre 1831, l'idée a émergé de recréer le traité d'Hadiach et de reformer un Commonwealth polono-lituanien-ruthénien pour mettre fin aux partages de la Pologne. C'est à cette occasion que les armoiries du Commonwealth proposé ont été créées. La convention prévue à Hadiach est déclarée illégale par les Russes, qui y postent près de 2 000 soldats pour s'assurer qu'aucune réunion ou manifestation n'a lieu et bloquent le passage par les ponts voisins. Malgré ces précautions, une messe et une célébration réunissant 15 à 20 000 personnes et plus de 200 prêtres (catholiques et orthodoxes) ont eu lieu près de Hadiatch.